# Radio Portales de Valparaíso
Radio Portales de Valparaíso es una estación radial chilena ubicada en el 840 kHz del dial AM y en el 89.5 MHz del dial FM en la Región de Valparaíso. Es una de las emisoras más emblemáticas de la radiodifusión chilena, siendo como institución, verdadero cronista histórico del país. Junto con Radio Portales de Santiago, inició sus transmisiones en 1960 y ambas emisoras son cabeza de una extensa red de emisoras de Arica a Punta Arenas.

## Inicios
El 6 de junio de 1960, los mismos empresarios que habían fundado las radios Portales de Talca y Portales de Santiago, crean la radio Portales de Valparaíso, consolidándose como medio radial en la Quinta Región. Particularmente, Radio Portales de Valparaíso nace de la incorporación de la familia palestina Hirmas a la sociedad radiodifusora Emisoras Diego Portales S.A., la que aporta como capital la suma de $42.000.000, más la propiedad de la radio Cristóbal Colón de Valparaíso, cuyos estudios se ubicaban en calle Arturo Prat 814. Su dial inicial era CB-118, pero por problemas de interferencias que afectaban a Radio Portales de Santiago, hizo canje de frecuencias con ésta, quedando definitivamente en el CB-84, el 1 de abril de 1961.
Como emisora respaldó e incentivó la Nueva Ola de la canción chilena, y fue la primera que en el ámbito publicitario impulsó tandas de tres avisos cada media hora.
Uno de sus primeros programas exitosos se denominaba El Calducho, conducido por el destacado locutor Miguel Davagnino, cuna de grandes artistas chilenos en la década de los '60.
Entre 1977 y 1988, en asociación directa con radio Portales de Santiago, fue la emisora oficial del Festival de la Canción de Viña del Mar.

## Red Unidos para Unir a Chile
Radio Portales de Valparaíso formaba parte de la cadena de radioemisoras asociadas denominada Red Unidos para Unir a Chile y que encabezaba radio Portales de Santiago. Sin embargo, a partir de diciembre de 2009 se deja de denominar la red con dicho nombre, Radio Portales de Santiago continúa con su cadena a nivel nacional y la emisora porteña con su filial de Santiago siguen transmitiendo en conjunto, el noticiero La Revista de Portales y el programa deportivo Estadio en Portales.

## Actualidad

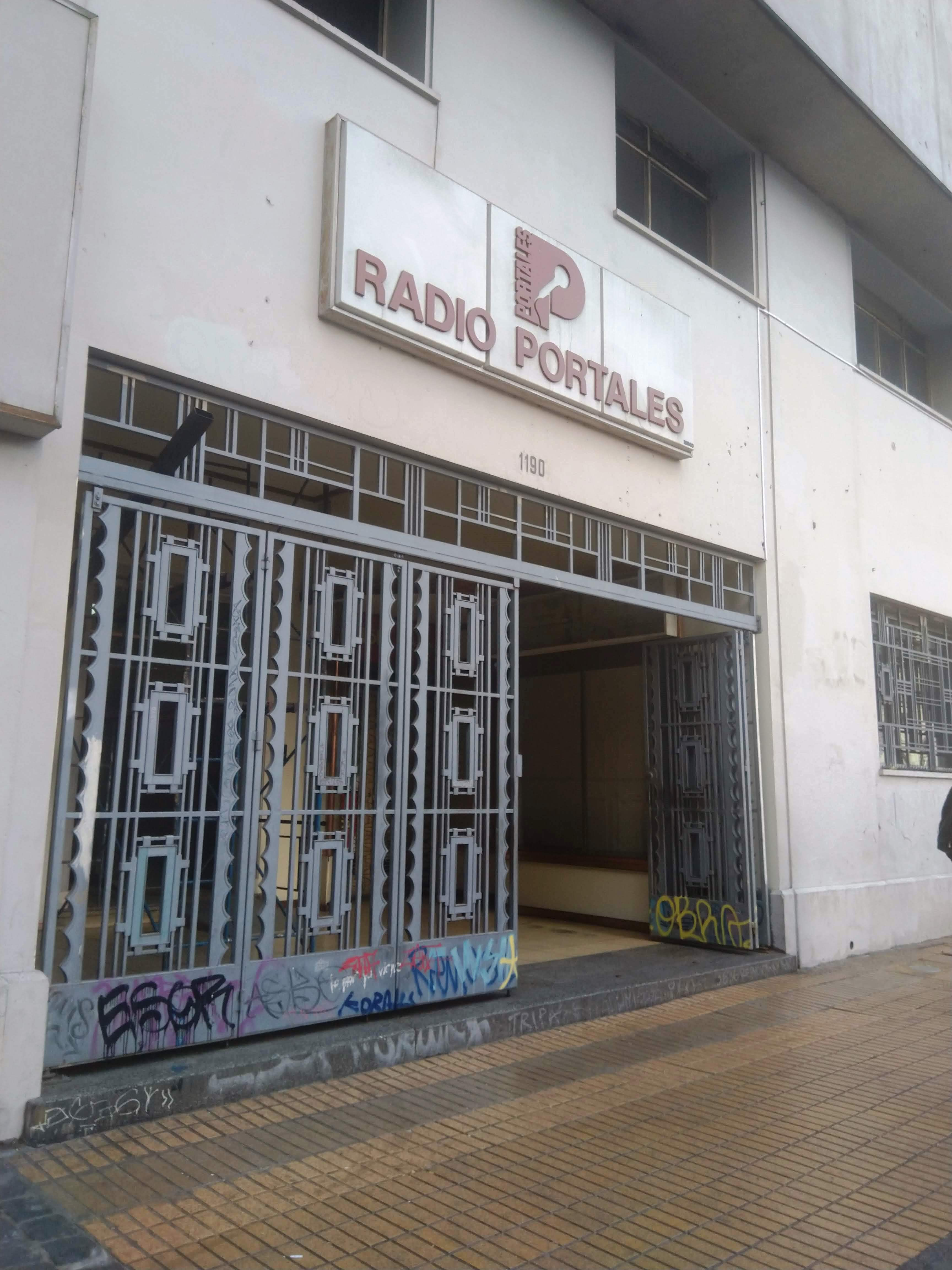
Entrada a Radio Portales de Valparaíso, en el Edificio Cooperativa Vitalicia.

Los estudios de la radio se encuentran en calle Condell 1190, 2º piso, frente a la Plaza Aníbal Pinto, en Valparaíso. Su característica es CB-84, ubicado en el 840 kHz y cuenta con un transmisor de potencia efectiva de 10;000 watts, lo que permite que sus transmisiones sean recepcionadas en gran parte de la Región de Valparaíso
En su sede que abarca más de 500 metros cuadrados se encuentran los diferentes departamentos de la emisora. Su infraestructura técnica cuenta con modernos equipos distribuidos en tres salas de control, grabación, máster, prensa y locutorio. Contando con un Departamento de Servicio Técnico que se encarga de la mantención de todo este equipamiento, y además un Salón de Directorio, donde hacen las reuniones de la emisora.
Cuando la tendencia actual es “satelizar”, Portales de Valparaíso hace grandes esfuerzos por tener identidad regional y una clara vocación local, en servicio de la comunidad, autoridades y auditores.
Portales es una radio completamente regional, que se caracteriza por su tradicional Departamento de Prensa siendo la noticia lo más importante por su rapidez, credibilidad y confianza a través de sus ediciones periodísticas, y sus boletines. La Revista Regional, entrega sus ediciones en cualquier minuto, a su vez se cubren las informaciones nacionales e internacionales en cadena con Portales de Santiago. 
Radio Portales de Valparaíso puede ser sintonizada en todo Chile y el mundo con su señal en Internet, portalesfm.cl.
En 2010 la emisora postula a una concesión en la banda de frecuencia modulada, la que es otorgada en el año 2013, estrenada el 1 de agosto de ese año, mediante la frecuencia 89.5 FM (ex Radio Infinita). Dicha frecuencia puede ser escuchada en todo el Área Metropolitana de Valparaíso.

## Programas
- Camino al trabajo
- Portaleando la Mañana (matinal, con Carlos Andrés Tapia Lizarraga)
- La Revista Regional de Portales (noticiero, con Elizabeth Fuenzalida Flores)
- Pagina Abierta (debate y opinión, con Nicola Hadwa)
- Estadio en Portales Valparaíso (deportes)
- Portaleando la Tarde (misceláneo-vespertino, con Claudio Alvarado Ibaceta)
- TwitterCafé (debate y opinión, con Mauricio Córdova Iglesias y Pablo Ramírez Torrejón)
- Sintonía Verde (deportivo, alusivo a Santiago Wanderers, con Carlos Gustavo Lillo Rodríguez)
- Conversando (diálogo, con Luis Denis González Salinas)
- Revelando (diálogo, con Pilar Soberado)
- Tangos en el Puerto (musical)